# Hyla chinensis
Hyla chinensis és una espècie de granota que es troba a Taiwan i a la República Popular de la Xina.
Està amenaçada d'extinció per la pèrdua del seu hàbitat natural.